# Flow-aware Networking
Flow-aware Networking (FAN) – jeden z mechanizmów obsługi ruchu w routerach w przypadku zwiększonego ruchu. Jest to związane z koniecznością zagwarantowania jakości transmisji danych różnego rodzaju (QoS – Quality of Service).
Architektura FAN miała na celu zastąpienie dotychczasowych architektur IntServ i DiffServ. Podstawowymi założeniami dla FAN jest podział ruchu na „strumieniowy” (np. transmisja głosu) i „elastyczny” (np. transmisja danych). Drugim charakterystycznym elementem FAN jest sposób reagowania na przeciążenia. FAN określa, że w przypadku natłoku aktualnie obsługiwany ruch nie może być tracony. Pod pojęciem ruchu rozumie się zbiór konkretnych połączeń, oznacza to że dla protokołu IP ruch może być rozróżniany po identyfikatorze połączenia, którym jest adres IP nadawcy i odbiorcy, a także numerach portów, jak i rodzaj protokołu (UDP albo TCP). Router z zaimplementowanym mechanizmem FAN posiada zapisane w pamięci aktualne identyfikatory obsługiwanych ruchów. Zanik ruchu powoduje, że po pewnym czasie identyfikator danego połączenia jest usuwany z pamięci rutera.